# Palaeocaridacea
De Palaeocaridacea zijn een orde van kreeftachtigen die behoren tot de klasse Malacostraca.